# MKpV Debreczen
A MKpV Debreczen a Magyar Középponti Vasút (röviden MKpV, németül Ungarischen Zentralbahn, UZB) szerkocsis gőzmozdonya volt.
A mozdonyt a Pest-Pozsony sorozattal egyidőben vásárolták, így feltehetően ez volt az első magyar gőzmozdony.
A DEBRECZEN-t eredetileg 1842-ben az Osztrák Északi Államvasút vásárolta a Mülhauseni Mayer Mozdonygyártól anyagvonati mozdonynak, mielőtt az MKpV-hez került volna. Az 1A1 tengelyelrendezésű mozdony külsőkeretes, belsőhengeres, kapcsolatlan kerékpárú, Gabel vezérműves volt. A teljesítménye 30 LE, és bár valójában anyagszállításra tervezték, személyvonati mozdonyként alkalmas volt könnyű személyvonatok gyors továbbítására. Ennek a mozdonynak angol jellegzetességei voltak a nagyobb sebesség a személyvonati szolgálat követelményeihez és megfelelt a könnyű felépítményű hazai pályáinkra, Így kerülhetett eltérő típusként, mint idegen test a MKpV mozdonyparkjába.
Amikor 1850–ben az MKpV-t államosították és az így megalakított (Osztrák) cs. kir. Délkeleti Államvasútnál (SöStB) a mozdony az 1 pályaszámot kapta. Azután amikor 1855–ben az Osztrák Délkeleti Államvasutat megvásárolta az Osztrák–Magyar Államvasút-Társaság (ÁVT) a mozdony megtartotta pályaszámát. Az egyedi mozdonyt 1860-ban selejtezték.

## Fordítás
Ez a szócikk részben vagy egészben  az   UZB – Debreczen című német Wikipédia-szócikk fordításán alapul.  Az eredeti cikk szerkesztőit annak laptörténete sorolja fel. Ez a jelzés csupán a megfogalmazás eredetét és a szerzői jogokat jelzi, nem szolgál a cikkben szereplő információk forrásmegjelöléseként.